# جان باسيل
جان باسيل (بالإنجليزية: Jean Basile)‏ (1932، باريس في فرنسا - 10 فبراير 1992)؛ صحفي، كاتب وروائي كندي.

## روابط خارجية
- جان باسيل على موقع ميوزك برينز (الإنجليزية)